# Stenoponia conspecta
Stenoponia conspecta är en loppart som beskrevs av Wagner 1926. Stenoponia conspecta ingår i släktet Stenoponia och familjen mullvadsloppor. Inga underarter finns listade i Catalogue of Life.